# بيل رونالد
بيل رونالد (بالإنجليزية: Bill Ronald)‏ هو مبارز بالسيف أسترالي، ولد في 7 يونيو 1949 في كاتومبا في أستراليا.

## وصلات خارجية
- بيل رونالد على موقع أوليمبيديا (الإنجليزية)
- بيل رونالد على موقع اللجنة الأولمبية الأسترالية (الإنجليزية)